# Hausen bei Würzburg
Hausen bei Würzburg (amtlich: Hausen b.Würzburg) ist eine Gemeinde im unterfränkischen Landkreis Würzburg.

## Geographie
Die Gemeinde liegt in der Planungsregion Würzburg am Rand des Gramschatzer Waldes. Durch Hausen verläuft der Fränkische Marienweg.

### Gemeindegliederung
Es gibt sieben Gemeindeteile (in Klammern ist der Siedlungstyp angegeben):
- Erbshausen (Kirchdorf)
- Fährbrück (Einöde)
- Hausen (Pfarrdorf)
- Jobsthalerhof (Einöde)
- Rieden (Pfarrdorf)
- Sulzwiesen (Dorf)
- Unterhof (Einöde)

Es gibt die Gemarkungen Hausen (mit Fährbrück und Jobsthalerhof), Erbshausen (mit Sulzwiesen und Unterhof) und Rieden, die den ehemaligen Gemeinden entsprechen.

## Name

### Etymologie
Dem Namen Hausen liegt eine Pluralform von althochdeutsch hûs (Haus, Gebäude) zugrunde. Zur Unterscheidung von weiteren gleichnamigen Orten wurden die Namenszusätze bei Gramschatz, bei Rieden, bei Arnstein und bei Würzburg hinzugefügt.

### Frühere Schreibweisen
Frühere Schreibweisen des Ortes aus diversen historischen Karten und Urkunden:
| - 1114 Husun - 1200 Adhusun - 1290 Husen - 1327 Hausen | - 1362 Hausen iuxta Cramsneit („Hausen neben Gramschatz“) - 1362 Hausen bi Rieden - 1964 Hausen bei Arnstein - 1991 Hausen bei Würzburg |

## Geschichte

### Bis zur Gemeindegründung

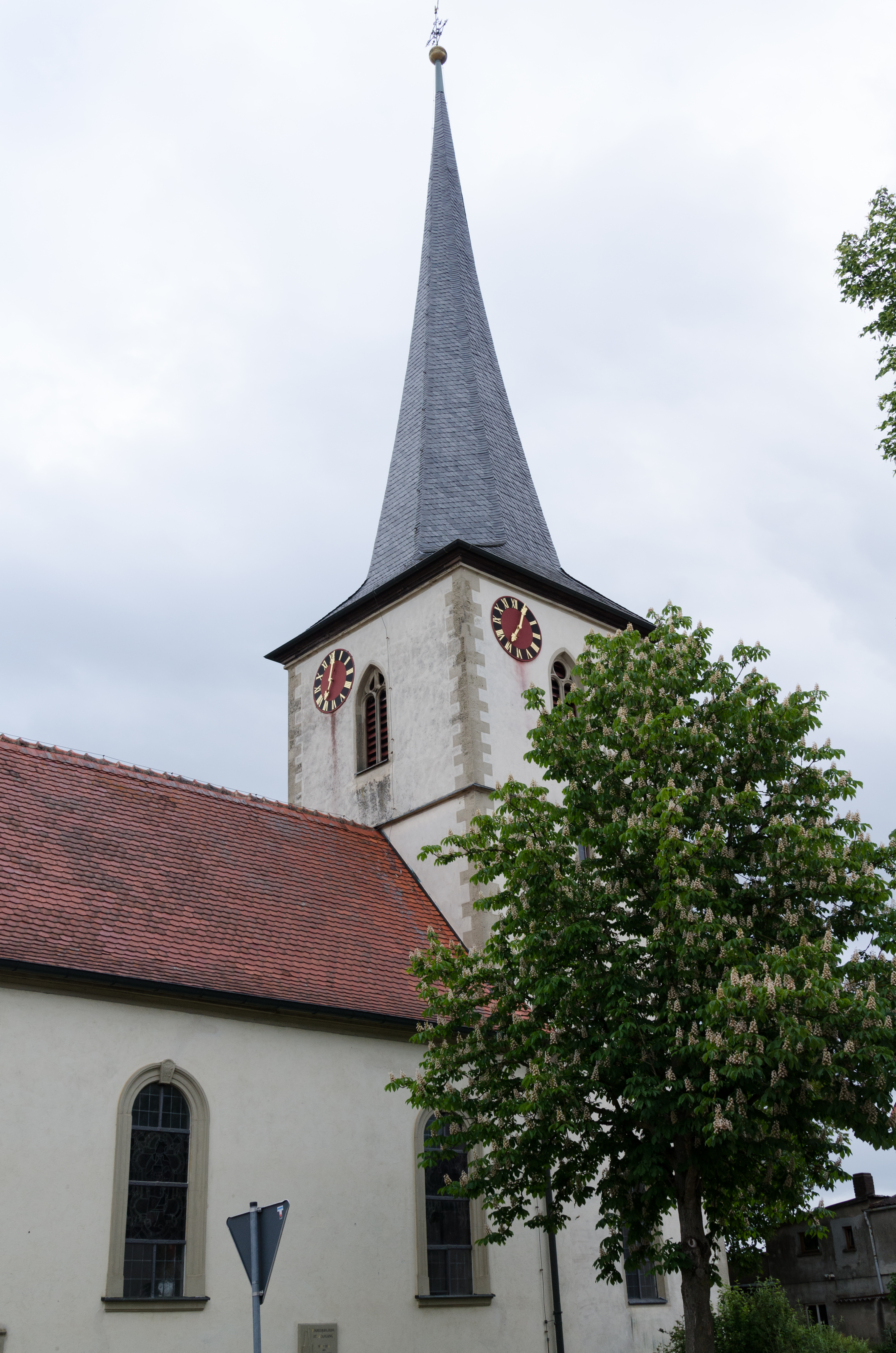
Die Kirche St. Wolfgang

Als Teil des Hochstiftes Würzburg, das zum Fränkischen Reichskreis gehörte, wurde Hausen 1803 zugunsten Bayerns säkularisiert, dann im Frieden von Preßburg 1805 Erzherzog Ferdinand von Toskana zur Bildung des Großherzogtums Würzburg überlassen, mit welchem es 1814 endgültig an Bayern fiel. 1818 entstand die Ruralgemeinde Hausen.

### Namensänderung
Am 13. Januar 1953 wurde der Gemeindename von Hausen in Hausen b.Arnstein geändert. Am 12. Oktober 1978 wurde der Gemeindename Hausen bei Arnstein amtlich in Hausen bei Würzburg geändert.

### Eingemeindungen
Im Zuge der Gebietsreform in Bayern wurden am 1. Mai 1978 die Gemeinden Erbshausen und Rieden eingegliedert.

### Einwohnerentwicklung
- 1961: 1768 Einwohner[8]
- 1970: 1754 Einwohner[8]
- 1987: 1954 Einwohner
- 1991: 2193 Einwohner
- 1995: 2260 Einwohner
- 2000: 2290 Einwohner
- 2005: 2332 Einwohner
- 2010: 2373 Einwohner
- 2015: 2429 Einwohner

Im Zeitraum 1988 bis 2018 stieg die Einwohnerzahl von 2034 auf 2447 um 413 Einwohner bzw. um 20,3 %. 
Quelle: BayLfStat
Die Einwohnerzahl der Gemeinde Hausen bei Würzburg Stand 1. Juli 2024 beträgt insgesamt 2.560 Einwohner. Zu dieser Gemeinde gehören Erbshausen-Sulzwiesen und Rieden.

## Politik
- CWU: 5
- WBH: 5
- ACW: 4

### Gemeinderat
Der Gemeinderat hat 14 Sitze. Bei der Kommunalwahl vom 15. März 2020 haben von den 1982 Stimmberechtigten 1514 von ihrem Wahlrecht Gebrauch gemacht, womit die Wahlbeteiligung bei 76,39 % lag.

### Bürgermeister
Erster Bürgermeister ist seit 1. Mai 2014 Bernd Schraud (Christliche Wählerunion). Dieser wurde bei der Kommunalwahl vom 15. März 2020 mit 62,66 % der Stimmen wieder gewählt.

### Steuereinnahmen
Im Jahr 2009 betrugen die Gemeindesteuereinnahmen 1.331.000 Euro, davon waren 255.000 Euro Gewerbesteuereinnahmen (netto).

### Gemeindepartnerschaft
Seit 2001 besteht eine Gemeindepartnerschaft mit der französischen Gemeinde Villerville, Département Calvados in der Normandie.

### Wappen
| Wappen von Hausen bei Würzburg | Blasonierung: „In Blau ein silberner Wellenbalken, oben begleitet von einer goldenen heraldischen Rose, unten von einem silbernen Schrägbalken, belegt mit drei blauen Ringen.“ |
| Wappen von Hausen bei Würzburg | Wappenbegründung: Die Gemeinde Hausen b. Würzburg besteht seit 1978 aus den ehemals selbstständigen Gemeinden Erbshausen, Hausen b. Arnstein und Rieden und führt seit 1979 den Namen Hausen b. Würzburg. Die Rose ist dem Wappen des Würzburger Fürstbischofs Johann Gottfried von Guttenberg (1686 bis 1698) entnommen, der die im Gemeindegebiet liegende Wallfahrtskirche in Fährbrück stiftete. Sie steht zugleich für das Marienpatrozinium der Kirche. Ursprung und Alter der Wallfahrt sind unbekannt, sie ist seit 1590 urkundlich belegt, aber um einiges älter. Ritter von Wickershausen schenkte 1164 dem Benediktinerkloster Neustadt a. Main Ländereien, auf denen die Mönche eine Kapelle errichtete. Als die Benediktiner 1414 ihren Besitz in Fährbrück aufgaben, war der Ort bereits eine viel besuchte Wallfahrtsstätte. Im Bauernkrieg wurde die Kirche völlig zerstört und erst 1648 wieder neu errichtet. Trotzdem riss die Wallfahrt nie ab. Der Wellenbalken stellt die zahlreichen Quellen und Bäche im Gemeindegebiet dar. In der unteren Schildhälfte steht das Wappen des Würzburger Fürstbischofs Julius Echter von Mespelbrunn (1573 bis 1617). Er prägte das Gemeindegebiet mit dem Bau der Kirchen in Hausen, Erbshausen und Rieden mit den typischen Echter-Türmen. Dieses Wappen wird seit 1994 geführt. |

## Baudenkmäler

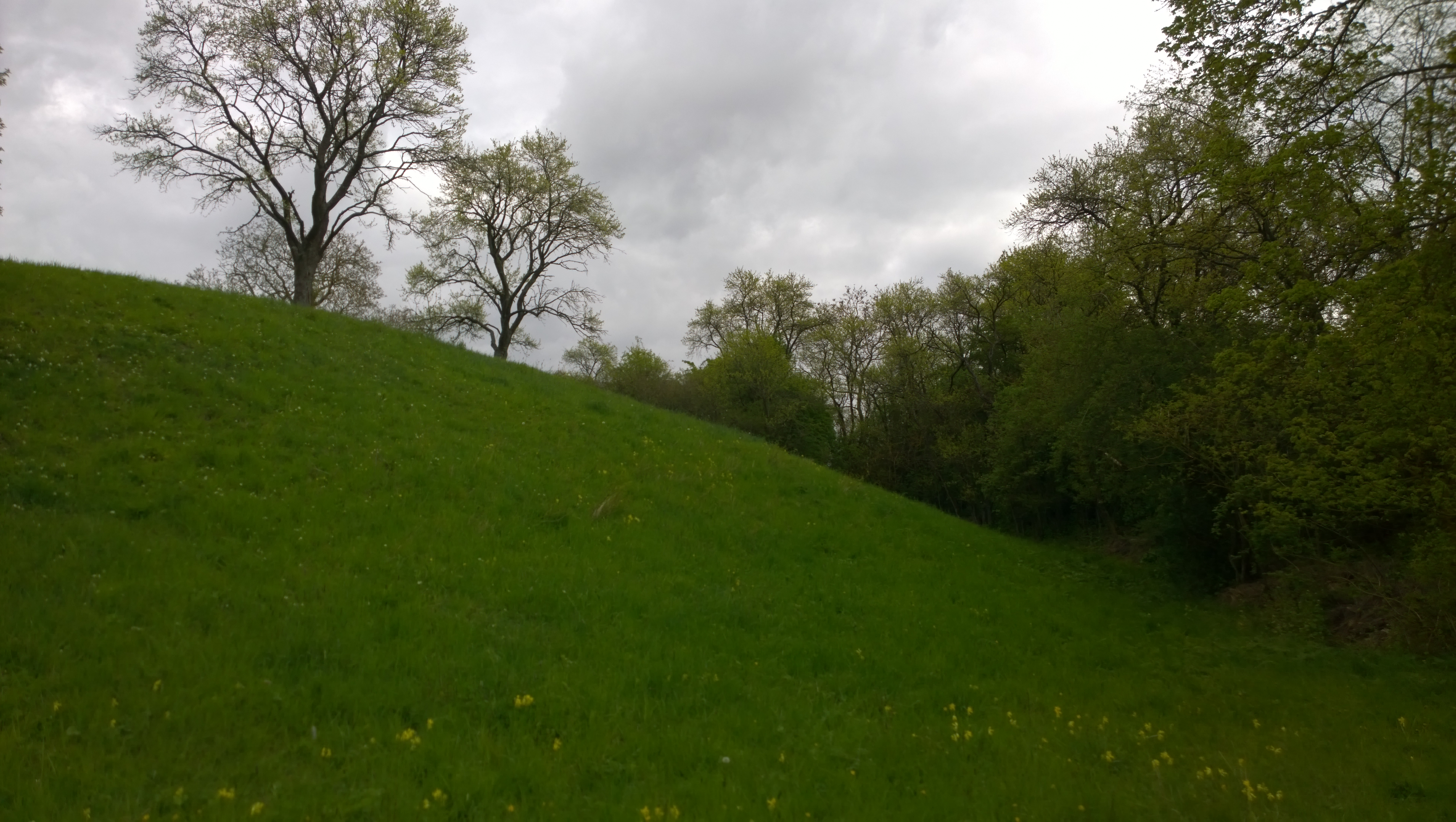
Der Burgstall Erbshausen zwischen Erbshausen und Unterhof (Turmhügel und Halsgraben von Süden aus noch gut sichtbar)

- Die Wallfahrtskirche Fährbrück wurde 1685 bis 1697 von Barockbaumeister Antonio Petrini erbaut.

## Wirtschaft und Infrastruktur

### Wirtschaft
Es gab 2009 nach der amtlichen Statistik im produzierenden Gewerbe 74 und im Bereich Handel und Verkehr 159 sozialversicherungspflichtig Beschäftigte am Arbeitsort. In sonstigen Wirtschaftsbereichen waren am Arbeitsort 54 Personen sozialversicherungspflichtig beschäftigt. Sozialversicherungspflichtig Beschäftigte am Wohnort gab es insgesamt 975. Im verarbeitenden Gewerbe gab es zwei Betriebe, im Bauhauptgewerbe drei Betriebe (2010). Im Jahr 2007 bestanden zudem 41 landwirtschaftliche Betriebe mit einer landwirtschaftlichen Nutzfläche von mindestens zwei Hektar, die eine Fläche von insgesamt 1168 ha bewirtschafteten; davon waren 1085 ha Ackerfläche und 81 ha Dauergrünfläche.

### Verkehr
Im Gemeindeteil Erbshausen befindet sich die Autobahnanschlussstelle Gramschatzer Wald (Nr. 100) an der Bundesautobahn 7 Flensburg – Füssen. Östlich der Gemeinde verläuft die Bundesstraße 19 durch den Nachbarort Bergtheim.

### Bildung
Es gibt folgende Einrichtungen (Stand: 2010):
- In drei Kindergärten, je einer in den Ortsteilen Hausen, Erbshausen und Rieden, mit insgesamt 142 Kindergartenplätzen werden 120 Kinder betreut und gefördert.
- Es gibt eine Grundschule im Schulhaus Erbshausen. Dieses wiederum gehört dem Schulverband Bergtheim (Nachbargemeinde) an.